# 吳士耀
吳士耀（？—？），字雉南，廣東肇慶府四會縣人，明朝政治人物。
天啟四年（1624年）甲子科廣東鄉試舉人，為經魁。授福建古田縣知縣，升工部虞衡司主事。卒年八十六。